# أرامينجو
أرامينجو (بالإيطالية: Aramengo) هي بلدة وبلدية في مقاطعة أستي في إقليم بييمونتي في الإيطالي.

## السكان
في سنة 1861 بلغ عدد السكان 1٬692 نسمة، وتطور العدد ليصل في سنة 2011 لـ 632 نسمة.
يظهر هذا المخطط البياني تطور النمو السكاني لـ أرامينجو